# DFI (entreprise)
Pour les articles homonymes, voir DFI.
DFI est un constructeur de matériel informatique basé à Hsi-Chih, dans le comté de Taipei à Taïwan. L'entreprise, fondée en 1981, est principalement reconnue pour ses cartes-mères qui ont de très bonnes capacités de surfréquençage.